# Britannia (Schiff, 1926)
Die Britannia (III) war ein 1926 in Dienst gestelltes Passagierschiff der britischen Reederei Anchor Line, das für die Beförderung von Passagieren und Fracht von Großbritannien nach Bombay eingesetzt wurde. Am 25. März 1941 wurde die Britannia 720 Seemeilen westlich von Freetown von dem deutschen Hilfskreuzer Thor mit Artilleriefeuer angegriffen. Der nur leicht bewaffnete Passagierdampfer, der ohne Geleitschutz fuhr, ging in Flammen auf und sank. 249 Passagiere und Besatzungsmitglieder kamen in dem Geschützfeuer ums Leben oder starben später in den Rettungsbooten, die tagelang auf dem Meer trieben.

## Das Schiff
Das 8.799 BRT große Dampfschiff Britannia entstand 1926 im Glasgower Stadtteil Linthouse auf dem Fluss Clyde in der renommierten Werft Alexander Stephen and Sons. Das Schiff wurde für die in Glasgow ansässige Schifffahrtsgesellschaft Anchor Line gebaut. In Glasgow war der Dampfer auch registriert. Die Britannia war 140,20 Meter lang und 17,98 Meter breit. Das Schiff verfügte über einen Einzelpropeller, einen Schornstein und zwei Masten. Die ölgefeuerte Vierfachexpansions-Dampfmaschine leistete 558 nominale Pferdestärken und verhalf der Britannia zu einer Reisegeschwindigkeit von 13 Knoten. In den Passagierunterkünften konnten 175 Reisende Erster Klasse untergebracht werden. Am 1. Dezember 1925 lief das Schiff vom Stapel, im März 1926 wurde es fertiggestellt und am 3. März 1926 legte es in Glasgow zu seiner Jungfernfahrt nach Bombay durch den Sueskanal ab.
Die Britannia war das erste Schiff seit 18 Jahren, das für die Anchor Line gebaut wurde. Sie war zudem das dritte Schiff mit diesem Namen. Sie wurde als Passagier- und Frachtschiff konstruiert und wurde speziell für die langen Überfahrten nach Bombay entworfen. Auf dieser Strecke blieb das Schiff während seiner gesamten Dienstzeit.
Mit dem Ausbruch des Zweiten Weltkriegs blieb die Britannia im regulären Passagierdienst und vollendete noch vier Fahrten auf ihrer Route, davon zwei durch das Mittelmeer und zwei durch den Atlantik und den Indischen Ozean via Kapstadt. Sie wurde aber auch, wie viele andere britische Handelsschiffe, von der Regierung requiriert und beförderte nun auch Militärangehörige.

## Die letzte Fahrt

### Angriff und Versenkung
Am Dienstag, dem 11. März 1941 legte die Britannia in Liverpool unter dem Kommando des aus Glasgow stammenden 65-jährigen Kapitäns der britischen Handelsmarine Alexander Collie zu einer weiteren Fahrt nach Bombay ab. An Bord waren 203 Besatzungsmitglieder und 281 Passagiere, insgesamt 484 Personen. Unter den Reisenden befanden sich viele Angehörige der Royal Air Force und der Royal Navy, aber auch zahlreiche Zivilisten, darunter zwölf Frauen. Das Schiff war lediglich mit einer einzelnen leichten Kanone ausgerüstet und fuhr ohne Geleitschutz. Zwei Wochen nach ihrer Abfahrt, am 25. März 1941, wurde die Britannia um 06:45 Uhr morgens etwa 600 Meilen westlich von Dakar an der westafrikanischen Küste von dem drei Jahre alten deutschen Hilfskreuzer Thor abgefangen, der weitaus schwerer bewaffnet war.
Der Kreuzer war am 6. Juni 1940 in Hamburg zu seiner ersten Feindfahrt ausgelaufen und befand sich unter dem Kommando von Kapitän zur See Otto Kähler. Die Rauchschwaden der Britannia wurden von der Thor aus gesichtet, die daraufhin beidrehte und die Verfolgung aufnahm. Mit ihren 18 Knoten war sie wesentlich schneller als die Britannia. An Bord der Thor war bald klar, dass es sich um einen großen britischen Passagierdampfer handelte. Die Identität des Schiffs war jedoch zunächst nicht bekannt.
Nach etwa einer Stunde wurde die Thor an Bord der Britannia gesichtet, die daraufhin „RRR“ (Angriff durch „Raider“, also Hilfskreuzer) funkte. Zwischen beiden Schiffen kam es zu Funkkontakt, in dessen Verlauf sich die Britannia zu erkennen gab. Anschließend hüllte sie sich in einen dichten Rauchschleier und trat mit Höchstgeschwindigkeit die Flucht an. Es kam zum Gefecht. Mit wehender Seekriegsflagge eröffnete die Thor das Feuer auf den fliehenden Dampfer, der wegen des Rauchs schwer auszumachen war und der mit mehreren Kursänderungen dem Angreifer ausweichen wollte. Die massiven Geschützsalven der Thor gingen auf die Britannia nieder und töteten und verwundeten zahlreiche Menschen an Deck. Auch einige Rettungsboote wurden schwer beschädigt. Auf dem Ozeandampfer brach außerdem Feuer aus, das sich schnell ausbreitete. Insgesamt wurden 159 Salven auf die Britannia abgefeuert.
Die Britannia erwiderte das Feuer mit ihrem am Heck montierten Geschütz, konnte aber nicht viel ausrichten. Das schwer getroffene, brennende Schiff wurde schließlich langsamer und kam zu einem Halt. Der Kapitän signalisierte der Thor um 09:20 Uhr, dass er aufgab, und Kapitän Kähler befahl ihm daraufhin das Verlassen des Schiffs. Die Evakuierung der Britannia verlief chaotisch. Besatzungsmitglieder der Thor berichteten später, dass zwischen der Besatzung und den Passagieren ein Kampf um die Plätze in den Rettungsboote ausbrach. Nachdem alle Menschen von Bord waren, versenkte die Thor die Britannia mit 16 Schüssen aus einer 150-mm-Kanone, die auf den Bereich um die Wasserlinie des Dampfers zielten. Sie sank fast senkrecht mit dem Bug voran in einem brennenden, kochenden Ölteppich, dessen Rauchsäulen mehrere hundert Meter in die Luft stiegen.

### Die Schiffbrüchigen
Anschließend wies Kähler seine Besatzung an, die Schiffbrüchigen an Bord zu nehmen. Während der Vorbereitungen meldete ihm einer seiner Funker, dass er einen Funkspruch eines anderen britischen Schiffs an die Britannia abgefangen hatte. Das andere Schiff hatte mitgeteilt, dass es mit Volldampf auf dem Weg sei und in wenigen Stunden eintreffen werde. Da Kähler annahm, dass es sich um ein Kriegsschiff handelte, entschloss er sich gegen die Rettung der Passagiere. Er sah es als zu riskant an, weiterhin vor Ort zu bleiben. Lediglich einen Mann, der von Bord der Britannia gespült worden war, nahm die Thor auf.
In der Annahme, das herannahende Schiff werde die Überlebenden aufnehmen, nahm die Thor Fahrt auf und dampfte davon. Es traf jedoch kein Schiff am Unglücksort ein. Die überfüllten und teilweise beschädigten Rettungsboote wurden von Wind und Strömungen auseinandergetrieben und verteilten sich auf dem Ozean. Die Boote rollten in der See und wurden konstant mit Salzwasser überspült. Bei vielen Menschen bildeten sich Abszesse. Wassermangel, Hunger, Unterkühlung und Erschöpfung verringerten nach und nach die Zahl der Überlebenden. Auch Haiangriffe fanden statt. Elf Männer, die sich an ein Rettungsfloß klammerten, berichteten übereinstimmend, dass einer von ihnen von einem großen Kopffüßer (Riesenkalmar) in die Tiefe gezogen wurde. Zudem wurden die Boote konstant von Haien verfolgt.
In den folgenden Tagen wurden mehrere Rettungsboote von verschiedenen Schiffen gesichtet. Der spanische Dampfer Cabo de Hornos etwa rettete am 29. März 79 Menschen, die Raranga 67 und die Bachi 51 oder 63 (je nach Quelle). Vereinzelte weitere Personen wurden von anderen Schiffen aufgenommen. 23 Tage nach der Versenkung erreichte Rettungsboot Nr. 7 nach einer Fahrt von über 1500 Meilen die Stadt São Luís an der brasilianischen Küste. Von den ursprünglich 82 Insassen lebten noch 38. Das in dem Boote überlebende Besatzungsmitglied Frank H. West veröffentlichte später ein Buch über diese Erfahrung mit dem Titel Lifeboat Number Seven.
Insgesamt überlebten 235 Menschen die Versenkung der Britannia und den Aufenthalt in den Booten, darunter 154 Passagiere und 81 Mitglieder der Mannschaft. 122 Besatzungsmitglieder, darunter der Kapitän, und 127 Passagiere kamen ums Leben. (Die Zahlen der Passagiere und Besatzungsmitglieder sowie die Anzahl der Toten und der Überlebenden variieren in den verschiedenen Quellen.) Als Kähler später per Funk vom Schicksal der Schiffbrüchigen erfuhr, war er entsetzt. Er hatte fest damit gerechnet, dass die Passagiere der Britannia von dem zu Hilfe eilenden Schiff gerettet würden. Dieses Schiff konnte nie identifiziert werden.
Der überlebende Dritte Offizier, William McVicar (1914–1997), sowie die überlebende Schiffsärztin, Dr. Adaline Nancy Miller, wurden für ihren Einsatz für die Schiffbrüchigen beide zum Member of the Order of the British Empire (MBE) ernannt.